# Lac Shinji
Le lac Shinji (宍道湖, Shinji-ko) est une étendue d'eau située à l'est de Matsue, ville-château, dans la préfecture de Shimane, au Japon.

## Géographie
Situé entre les villes de Matsue à l'est et Izumo à l'ouest, c'est le septième plus grand lac du Japon, avec une circonférence de 45 km. D'une superficie de 79,1 km2, il s'étend sur 16 km d'est en ouest, et 8,5 km du nord au sud. Sa profondeur moyenne est de 4,5 m pour un maximum de 6 m. 
Le lac Shinji rejoint la mer du Japon via le lac Nakaumi, la ville de Matsue étant située entre les deux.
Le lac a été déclaré site Ramsar le 8 novembre 2005.

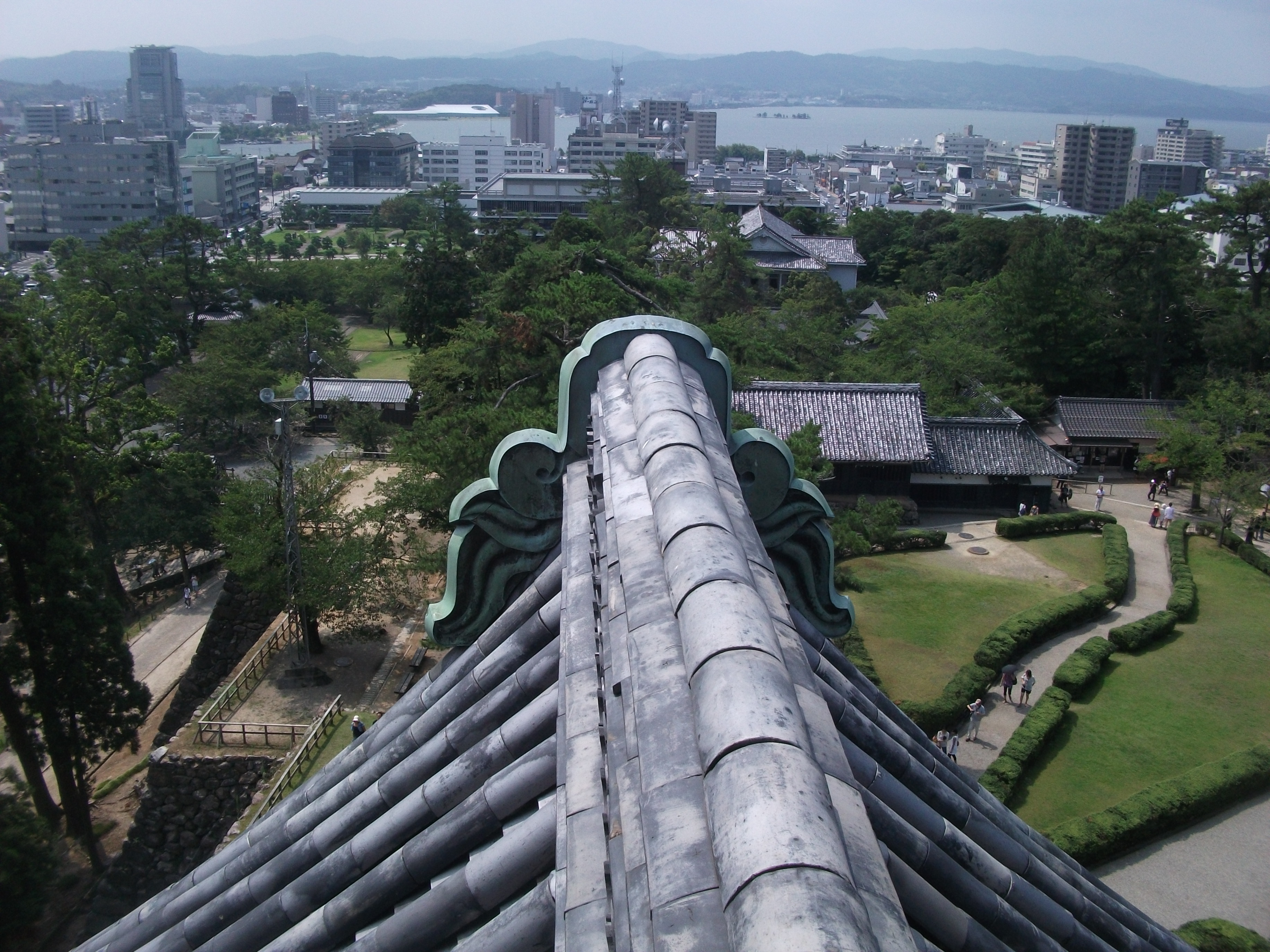
Le lac vu depuis le château de Matsue.